# トッパー

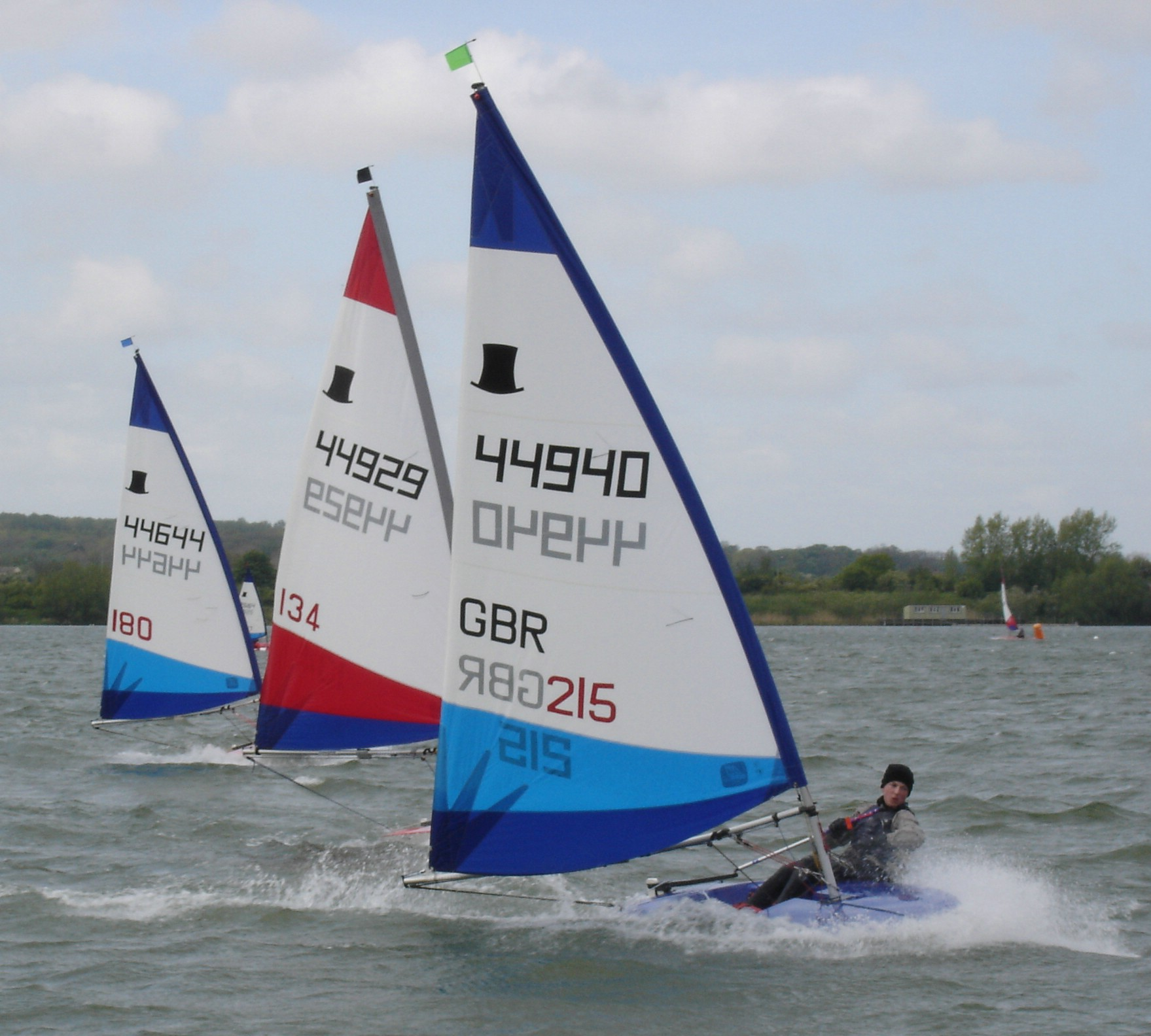
トッパー

トッパー（Topper）は、イアン・プロクターが設計した、全長3.4メートル（11フィート）のディンギー（小型のヨット）である。

## 特徴
トッパーの理念は、厳密に「ワンデザイン」を守ることにある。すべてのトッパーをできる限り同一にそろえることにより、競技結果が艇や艤装の差異ではなく、乗員の技量にのみ左右されることを目指している。そのため、国際トッパー級規定では、認定された業者にのみ船体やセイル（帆）の製造を行わせるとともに、部品交換や補修についても定めを置いている。
小型軽量のトッパーは、運搬や艤装が容易であり、単純な構造であることから、初心者に適しているものとして多くのヨット教室で採用されており、王立ヨット協会 (Royal Yachting Association, RYA) でも少年を対象とした競技の一つとして認定している。また、ワンデザインが徹底されていることから競技も盛んであり、国際ヨット連盟 (International Sailing Federation, ISAF) は、国際トッパー協会 (International Topper Class Association, ITCA) の主催するトッパー級競技会を国際競技規格の一つとしている。世界選手権は1982年に開始され、当初は隔年、2006年以降は毎年開催されている。

## 設計
トッパーはイギリスのイアン・プロクターにより1977年に設計された。トッパーは、当初はガラス繊維強化プラスチック（グラスファイバー）製で伝統的な金型により製作されていた。この初期型のトッパーの販売数は少なかった。1980年代初頭に、ポリプロピレンを射出成型して製作するように設計変更されて以来、販売数が上向き、発売から20年余りで5万艇に上ろうとしている。ポリプロピレン製の船体は、以前のグラスファイバー製に比べて耐久性が高く、イギリスのヨット教室で好評を博した。艤装済みの構造と安価な維持費のため、トッパーはヨット教室で好まれている。
優れたプラスチック工業製品であるトッパーは、1977年にDesign Council AwardおよびHorner's Awardを受賞した。イアン・プロクターの死後15年経過した2007年9月から12月には、イギリス南西部コーンウォールにある国立海洋博物館 (National Maritime Museum Cornwall) において、最初のガラス繊維強化プラスチック艇であるテンペスト (Tempest) とともにトッパーも展示された。
トッパーは全長3.4mと車の上に積むことができるように設計されており、またマスト（帆柱）は二つに分解しブーム（帆桁）とともに船体に収納して運搬することができるようになっている。
2005年に4.2m2のセイルが認められた。これは、軽量の乗り手が強風下でもリーフ（縮帆）せずに帆走できるようにするもので、この小さいセイルは従前の大きなセイル (5.3m2) をリーフして用いるよりも効率的である。
トッパーは当初はメインシートを直接ブームの端で操作する「アフト・メインシート」を採用していたが、2004年から、ブームの中央に付けた滑車を通じて操作する「センター・メインシート」を用いることも許容されるようになった。この変更は、トッパーの次に乗る多くの他のディンギーでセンター・メインシートが採用されているためであり、競技者には歓迎された。

## 日本における普及
日本におけるトッパーの普及とトッパー級レースの活性化を目的として、1978年に「日本トッパー協会」が設立された。日本トッパー協会は、ITCAの日本支部であり、財団法人日本セーリング連盟の艇種別特別加盟団体である。1980年より全日本トッパー級選手権大会が開催されている他、全関東、全関西選手権大会も行われている。

## 規格
- 艇長：3.40m
- ブーム長：1.2m
- セイル面積：5.30m2
- 船体重量：43kg
- 船体構造：ポリプロピレン製
- マスト：アルミニウム製
- 競技時乗員：1名